# Суя (приток Ика)
Суя — река в России, течёт по территории Мечетлинского района Башкортостана и Артинского городского округа Свердловской области. Устье реки находится в 27 км по правому берегу Ика. Длина реки составляет 42 км.

## Данные водного реестра
По данным государственного водного реестра России относится к Камскому бассейновому округу, водохозяйственный участок реки — Ай от истока и до устья, речной подбассейн реки — Белая. Речной бассейн реки — Кама.
Код объекта в государственном водном реестре — 10010201012111100022631.